# ان‌جی‌سی ۸۸
ان‌جی‌سی ۸۸ (انگلیسی: NGC 88) یک کهکشان مارپیچی است که در صورت فلکی سیمرغ واقع شده و ۱۶۰ میلیون سال نوری با زمین فاصله دارد. ان‌جی‌سی ۸۸ در کنار سه کهکشان دیگر شامل ان‌جی‌سی ۹۲، ان‌جی‌سی ۸۷ و ان‌جی‌سی ۸۹ قرار دارد. این کهکشان‌ها، با هم خانواده کهکشان چهارقلوی رابرت را تشکیل می‌دهند که در دهه ۱۸۳۰ توسط ستاره‌شناسی به نام جان هرشل کشف شد.